# رشيد القندرجي
رشيد القندرجي قارئ المقام العراقي رشيد ابن علي بن حبيب بن حسن والملقب بالقندرجي والذي تربع على عرش قراءة المقام في النصف الأول من القرن العشرين والذي كان له ثقلا وحضورا كبيرين في الأجواء الموسيقية التي كانت شائعة في بغداد في تلك الفترة. ولد عام 1886 وتوفي عام 1945 وجاء لقبهُ (القندرجي) لأنه امتهن مهنة صناعة الأحذية.

## حياته
هناك مصدران مهمان لمعرفة زمن ومكان ولادة القندرجي، الأول لجلال الحنفي في كتابه المغنون البغداديون المنشور مضمونه في الثلاثينات والمطـبوع في كتاب عام 1964، والثاني للحاج هاشم محمد الرجب في كتابه المقام العراقي الصادر عام 1961 وكلا المصدرين مهمان فعلا، ويحتاج الامر إلى البحث عن ايهما ادق في ذكر المـعلومة. فالاول يذكر ان رشيد قد ولد في بغداد محلة سبع أبكار سنة 1312 هـ في حين ان المصدر الثــاني يذكر انه ولد في بغداد محلة العوينة سنة 1304 هـ وبما ان المصادر الأخرى بكثرتها متفقة تقريبا على ان رشيد ولد عام 1886 م. وبالتالي فإن الرأي الثاني هو الأصح. كانت ولادة رشيد من ابوين فقيرين، وبسبب الفقر لم يدخل إلى المدرسة ليتعلم فبقي اميَّاً، وانصرف منذ صغره إلى الأعمال الحرة، فتعلَّم صناعة الاحذية في أحد المعامل البغدادية وسار لقبه من هذه المهنة. نشأ وهو يحب الغناء حتى جالس كبار المغنين يسمع منهم، فتُلمذَ على يد المطرب الكبير احمد الزيدان (1832-1912) مؤسس الطريقة الزيدانية، ولازمه حتى وفاته. وحضر لهُ الكثير من مجالس قراءة المقام، وبدأ رشيد يقرأ المقام بطريقة الزير التي اشتهر فيها في ما بعد.
توفي والده الذي كان يعمل خرازا (أي بائع خرز) وعمره لا يتجاوز الثماني سنوات، اشتغل في صغره عند محمد الأفغاني كصانع للاحذية (قندرجي) في عقد النصارى ومن هنا جاء لقبه، ولما بلغ الثامنة عشرة من عمره دخل في الجيش التركي ثم صار سراجا في معمل (العباخانة) إلى نهاية الحرب العالمية الأولى، أخذ المقام عن أشهر الاساتذة والقراء الذين عاصرهم خلال تلك الفترة الا ان استاذه الأول كان احمد زيدان
وبعد افتتاح إذاعة بغداد عام 1936 في الأول من تموز عام 1936 في عهد وزارة ياسين الهاشمي الثانية عين رشيد خبيرا للمقام العراقي وقد قدم العديد من الحفلات الغنائية حتى يوم وفاته. وبالرغم من عدم معرفته القراءة والكتابة كان عارفاً بأدق تفاصيل الموسيقى وبالاخص في مجال المقام العراقي، وبالرغم من اندثار طريقته إلا انها بقيت صفحة تأريخية فنية جديرة بالذكر والاحتفاء.
حصل القندرجي على مرتبة عالية في الفناء شهد عليها كل مقاميو عصره ومستمعيه كتلك المرتبة التي كان استاذه احمد زيدان قد حصل عليه فقد بدأ نجم رشيد القندرجي يلمع في سماء الغناء كمطرب بارع للمقامات العراقية فأخذ طريقة للغناء في الاماكن العامة. وفي تلك الفترة كان للمقاهي دور في شهرة اصحاب المهارات الرياضية والفنائية والحكواتية (الروز خونيون) واسطوات لعب المحيبس لذلك فقد بدأ القندرجي يغني في مقاهي بغداد التي كانت مكاناً طبيعياً ومرتعاً لفن المقامات والبستات العراقية والبغدادية بشكل خاص، فمقهى القيصرية وصاحبها طه الكهوجي ومقهى الشط في المصبغة التي تقع في شارع البنوك وصاحبها حسن صفو ومقهى الشابندر قرب القشلة والتي كانت قرب محاكم البداءة في بغداد، ومن هذه المقاهي انتشر صيت رشيد القندرجي وأخذ طريقة نحو دار الإذاعة العراقية في الصالحية واصحبت تحيا له حفلات خاصة تقيمها دار الإذاعة بمصاحبة الفرقة الموسيقية البغدادية التي عرفت فيما بعد بالجالغي البغدادي وقد اسهمت هذه الحفلات في شهرته حتى تحركت شركات تسجيل الاغاني على الاسطوانات اليه ووقعت معه عقداً لتسجيل مجموعة كبيرة في المقامات العراقية والاغاني البغدادية.
وكان بسبب فقره وولعه بالغناء ونتيجة لظروفه السيئة لم يفكر بالزواج وبقي اعزبا طيلة حياته حتى وافاه الاجل في الثامن من اذار عام 1945م الموافق 8/ صفر 1362هـ.

## قارئ مقام من الطبقة الراقية
عاصر القندرجي الكثير من المطربين امثال نجم الشيخلي ومحمد القبانجي وامتد غناؤه إلى الاربعينيات، واعتبر من الطبقة الراقية التي اشتهرت بقراءة المقام العراقي، وجعل أسلوبة المميز في قراءة المقام مدرسة جديدة في هذا المجال وتميز بطبقات الصوت العليا، كما تأثر به عدد من الشخصيات من تلامذتهِ امثال (عبد القادر حسون، إسماعيل عبادة، مكي الحاج صالح، وسيد محمد البياتي). وكان مولعاً بجلسات المقام العراقي حيث إنه كان يحضرها منذ طفولتهِ جالساً تحت ما يسمى بـ (التخت) ليستمع لمطربي المقام العراقي.

## أسلوبه في الغناء
إن إبراز الشخصية أو النكهة البغدادية في قراءة المقام لدى هذا الفنان تبقى سمة متميزة، وصوته الطبيعي شجي وذو عذوبة نادرة يساعد على إبراز هذه الشخصية، ولو قُدّر لهذا الفنان إمتلاك مدى واسع وعريض في حنجرته يُغنيه عن استخدام الصوت المفتعل (الزير) لربما ترك لنا من رصيد تسجيلاته الشيء النادر والعجيب.
أهم اسرار تميز صوت القندرجي إنه تعرض لحادث تمزق في الاوتار الصوتية مما افقدهُ القرارات وكان هذا سبباً لاستخدامه اسلوب الزير في المقام وبذلك اشتهر القندرجي بالاجوبة فكان غناؤه بأسلوب جواب الجواب، كما أدى المقام الرئيسي والفرعي ونافس في ذلك القبانجي. تتلمذ القندرجي على يد اليهود وسبق القبانجي في الغناء وكان أكثر عازفي المقام العاملين معه من اليهود، كما ادى القندرجي المقام الابراهيمي وتنافس في هذاالمقام مع القبانجي وبالرغم من أن لكل منهما اسلوبه في اداء المقام الإبراهيمي إلا ان هذا التنافس ولّد خلافاً بينهما.
ان المقامات التي غناها رشيد القندرجي والاسلوب الذي يعبِّر به، فيه الكثير من الإشارة إلى المسؤولية التي تحملها رشيد القندرجي في توصيل هذا التراث العريق إلى اللاحقين، فهذا التراث قبل كل شيء، حصيلة محيط بيئي.. وتاريخ شعب باكمله.. كذلك فإن نتاج فنان فرد كرشيد القندرجي أو غيره مهما كانت قيمة هذا النتاج الفني، ليس إلى درجة كبيرة ناتجا عن امكانية ذلك الفنان الفرد أو ثقافته بمقدار ما هو ناتج عن امكانية وثقافة المجتمع ككل، لأن الفرد نتاج المجتمع، وهو جزء منه ويعبِّر عنه، فالنتاجات الفنية عموما وخاصة التراثية منها، باعتبارها تعبير حقيقي عن المجموع، أو أي جانب آخر في الحياة، هي اشبه بتقرير يكشف عن امكانيات المجتمع من شتى هذه المجالات ومنها الموسيقى والغناء.. ان اهمية مثل هذا القول بالنسبة لنا هو ان رشيد القندرجي كان يرى الحياة بسيطة جدا كما يبدو.. لذلك فإنه طبعا، يرى قلَّة الحاجة إلى الابداعات الفنية التي يمكن الإفادة منها كثقافة جديدة من خارج حدود الوطن، وظل معتمدا في ابداعاته الادائية على الخزائن اللحنية الموجودة في كيان المقام العراقي عبر تاريخه الطويل، والامر يبقى شبه طبيعي، لكون تطور اجهزة الاتصال والنشر والحفظ لازالت في بداياتها آنذاك، فعموم البيئات شبه مغلقة على نفسها وداخل محيطها، ترافقها ثقافة تماثلها.. لذا فإن اساليب وتعابير رشيد القندرجي كانت بمعنى حقيقي جدا..
ومن هذه القــصيدة التي غناها القندرجي بمقام الطاهر لأبي فراس الحمداني:
```
أراك عصي الدمع شيمتـك الصبـر أمـا للهوى نهـي عليـك ولا أمـر
```

تمتع رشيد القندرجي كما تمتع احمد الزيدان من قبل، بفترة نجاح محترمة منذ السنوات الأولى لهذا القرن، باعتباره رمز عصرها، مما ساعد ذلك على ارساء دعائم روح جديدة وديناميكية منوعة للطرق القديمة التي جسدها في غنائه بصورة جديدة. وقد مهَّدَ ذلك السبيل أيضا لنجاحات طيبة لمغنين ذوي مواهب صوتية ساروا على طريقتة التي صاغها بدقة ورسوخ تفوق فيها فنيا على مغني عصره، مما لا ريب فيه ان هذا المستوى الغنائي، هو الذي اوصله كمغني للمقامات إلى قمة العطاء والنجاح.
كانت للأستاذ رشيد القندرجي تجديداته وإضافاته المتميزة في ما هو متوارث من هذا الفن الجميل وعلى ذمة الحنفي انه أدخل نغمات العمر كله والمكابل والقرية باش والعلزبار في مقام الحديدي وأدخل في مقام الكلكلي نغمة السيرنك ونغمة العلزبار وأدخل في مقام الطاهر نغمة من العجم ومن الحسيني وأدخل نغمات كثيرة في مقام الإبراهيمي.
وقد عرف عن القندرجي انه يجيد الغناء بطريقة الجوابات التي يؤديها والتي يستخدم فيها الحركات والاشارات المعبرة كثيراً، بحيث انه كان في ادائه للغناء يتفاعل ويتأثر وينفعل حتى يكاد جسمه يرتعش من شدة الانفعال خاصة في الطبقات المرتفعة التي تسمى (الجواب) ولم يكن للقندرجي اية صعوبة في غناء كل المقامات فقد كان معلماً يجيدها جميعها ومنها:(البيات، الكلكلي، المخالف، الصبا، الفحم، الرست، الرشت، دشت عرب، عريبون عرب، المحمودي، القوريات، الحيلاوي والمسحيين).

## وصلات خارجية
- موقع المقام العراقي - رشيد القندرجي
- حسين الاعظمي، الطريقة القندرجية في المقام العراقي وأتباعها: دراسة تحليلية فنية نقدية.
- برنامج المقام العراقي ~حلقة عن رشيد القندرجي ~ إذاعة بغداد 1979 مقطع فيديو
- مقام الخنبات بصوتت رشيد القندرجي مقطع من اليوتيوب
- رشيد القندرجي - مقام ابراهيمي  مقطع من دايلي موشن